# Manchester (Bolivien)
Manchester ist eine Ortschaft im Departamento Pando im Tiefland des südamerikanischen Anden-Staates Bolivien.

## Lage im Nahraum
Manchester ist die bevölkerungsreichste Ortschaft des Kanton  El Carmen im Municipio Puerto Rico in der Provinz Manuripi. Die Ortschaft liegt auf einer Höhe von 201 m an einem rechten Seitenarm des Río Manuripi, etwa zehn Kilometer flussabwärts von der Einmündung des Río Buyuyo.

## Geographie
Manchester liegt im südwestlichen Teil des Amazonasbeckens in den Regenwaldgebieten des Río Manuripi, die geprägt sind durch ein feucht-tropisches Klima.
Die Temperaturschwankungen sind niedrig, sowohl im Tagesverlauf als auch im Jahresverlauf. Die Jahresdurchschnittstemperatur liegt bei 25 °C. Die Luftfeuchtigkeit ist hoch, so dass es über weite Teile des Jahres immer wieder zu Starkregen kommt. Der Jahresniederschlag von rund 1750 mm liegt um mehr als Doppelte über den Niederschlägen in Mitteleuropa. Nur die Monate Juni bis August sind durch eine Trockenzeit geprägt, in der die geringen Niederschläge rasch verdunsten.

## Geschichte
Gegründet wurde Manchester gegen Ende des 19. Jahrhunderts um eine inzwischen schon seit langem nicht mehr existierende kautschukverarbeitende Fabrik herum. Gründer war der Engländer Anthony Webster James, der den Ort nach seiner Heimatstadt Manchester benannte.

## Bevölkerung
Die Einwohnerzahl der Ortschaft ist in den vergangenen beiden Jahrzehnten drastisch zurückgegangen:
| Jahr | Einwohner | Quelle       |
| ---- | --------- | ------------ |
| 1992 | 251       | Volkszählung |
| 2001 | 120       | Volkszählung |
| 2013 | 42        | Volkszählung |
| 2024 |           | Volkszählung |